# Гарден Сити Саут (Њујорк)
Гарден Сити Саут (енгл. Garden City South) насељено је место без административног статуса у америчкој савезној држави Њујорк.

## Демографија
По попису из 2010. године број становника је 4.024, што је 50 (1,3%) становника више него 2000. године.
| Група             | 2000.         | 2010.         |
| Белци             | 3.591 (90,4%) | 3.414 (84,8%) |
| Афроамериканци    | 13 (0,3%)     | 41 (1,0%)     |
| Азијати           | 122 (3,1%)    | 230 (5,7%)    |
| Хиспаноамериканци | 233 (5,9%)    | 317 (7,9%)    |
| Укупно            | 3.974         | 4.024         |